# 边氏
边氏，是春秋时期宋国的一个子姓氏族，属于宋国的公族，始祖是宋平公的儿子公子御戎（字子边），后代以公子御戎的表字边为氏。公子御戎在前520年（宋元公十年）被华亥杀害，公子御戎的孙子边卬在前520年（宋元公十二年）为大司徒。后代衍化为边姓。